# 이리나 팜
《이리나 팜》(Irina Palm)은 프랑스에서 제작된 샘 가바르스키 감독의 2007년 드라마 영화이다. 마리안느 페이스풀 등이 주연으로 출연하였고 다이아나 엘바움 등이 제작에 참여하였다. 이 영화는 2007년 베를린 국제영화제에서 초연되었다. 이 영화는 전 세계적으로 10,000,000 미국 달러 이상의 흥행수익을 거둬들였다.

## 출연

### 주연
- 마리안느 페이스풀
- 미키 마뇰로비치

### 조연
- 케빈 비숍
- 쇼한 헬렛
- 코리 버크
- 돌카 그릴러스
- 팀 플레스터
- 제니 에구터

## 기타
- 공동제작: 크리스틴 앨더슨
- 공동제작: 제니 틸저
- 공동제작: 칼 바움가트너
- 공동제작: 타나시스 카라샤노스
- 의상: 이누쉬아 니어라직
- 배역: 레오 데이비스